# 取立屋本舗ベビィ
『取立屋本舗ベビィ』（とりたてやほんぽ・ベビィ）は1994年にタキコーポレーションより発売されたオリジナルビデオ。「闇金仁義」「闇金絵巻」の全2作が作られた。
笠間しろう・梶研吾著の劇画「抱きしめたい女・ベビイ」（リイド社）が原作。
警察に言えない金を取り立てる闇組織「取立屋本舗」の活躍を描いている。

## キャスト
- ベビイ：秋乃桜子
- ゼブラ：沢井小次郎
- マダムD：大場久美子
- 進藤七枝

### 「闇金仁義」ゲスト
- 石井愃一
- 立野しのぶ

### 「闇金絵巻」ゲスト
- 小沢一義
- 松野大介
- 河原さぶ
- 阿部祐二
- 衣笠健二
- 坂本あきら

## オールスタッフ
- 監督：藤得税
- 脚本：山本優
- 選曲；山川繁
- 撮影：内田清美
- 技斗：森聖二
- ポスプロ：映広
- 現像・テレシネ：東京現像所
- プロデューサー：夏山昌一郎、新井正勝、玉盛正陽
- 企画：ヒーロー、シネウェーブ
- 制作プロダウション：シネウェーブ
- エグゼクティブプロデューサー：夏山静香、末吉博彦
- 製作：シネマパラダイス